# Josip Pivarić
Josip Pivarić (Zagreb, 30 de janeiro de 1989) é um futebolista croata que atua como lateral. Atualmente está sem clube.

## Carreira
Foi convocado para defender a Seleção Croata de Futebol na Copa do Mundo de 2018.